# Neringa Regio
Pour les articles homonymes, voir Neringa.
Neringa Regio est une région homogène située sur Vénus dans le quadrangle de Godiva. Elle a été nommée en référence à Neringa, géante de la côte marine lituanienne.